# 新民周刊
《新民周刊》是上海报业集团旗下的一本时政周刊，于1999年创刊。其口号为“我们影响主流”。